# Antonio Zona
Antonio Zona, né en 1814 à Gambarare, un quartier de Mira et mort le  1er février 1892 à Rome, est un peintre italien, actif dans un style alliant le néo-classicisme et le style romantique. 

## Biographie
Il fréquente l'Académie des beaux-arts de Venise. Il y étudiée sous la direction de Ludovico Lipparini. Un de ses collègues est Pompeo Marino Molmenti. Avec le déclin du néo-classicisme, l'Académie est en pleine effervescence face à l'évolution des styles de peinture. À Venise, Zona se liée d'amitié avec les adeptes de la Scapigliatura, Bartolomeo Granelli et Ippolito Caffi, fréquentant le même caffè Calcina sur la Zattere. Parmi les mentors et les enseignants de Zona au cours des années suivantes figurent Odorico Politi, Michelangelo Grigoletti et Pietro Selvatico. En 1857, il accepte une commande du monarque autrichien François-Joseph pour une toile représentant La Rencontre de Titien et Véronèse au Ponte della Paglia (Galleria della Accademia). Le tableau est salué pour son évocation du style d'une peinture classique du Titien. 
En 1859, Zona décline la prochaine commande importante, du prince Maximilien, pour une toile intitulée L'ingresso degli austriaci a Venezia. En 1860, il s'installe à Milan pendant quelques années et peint à la place quelques toiles à thème patriotique, dont Venezia che desolata abbraccia la liberata Milano (1860) et Un canto funebre (1862)  faisant allusion aux funérailles du comte Cavour. Ces tableaux sont moins bien accueillis, par exemple par Pompeo Molmenti en 1903, car ils semblent se limiter à faire écho à des styles antiques. Une nouvelle ère en Italie, est ressentie comme nécessitant un nouveau style.  
Zona retourne à Venise pendant la majeure partie de sa vie. Il est éclectique, peignant les scènes de genre, l'histoire, les paysages et les portraits à l'huile et à l'aquarelle. Pour la Camera dei Deputati, il peint un portrait du roi Umberto en 1880 ; il peint également un portrait de l'honorable Giovanni Battista Vare et, en 1883, expose à Milan le portrait d'une jeune femme. Parmi ses paysages, on trouve un Il tramonto dalla Villa Medici di Roma et un grand nombre de vedute de Venise et d'autres endroits en Italie. Il peint également  une Ophelia exposée en 1884 à Turin ; et Maria la simpatica, une paysanne, exposée en 1881 à Milan. Antonio Zona est fait chevalier et officiel de l'Ordre des Saints-Maurice-et-Lazare.

(

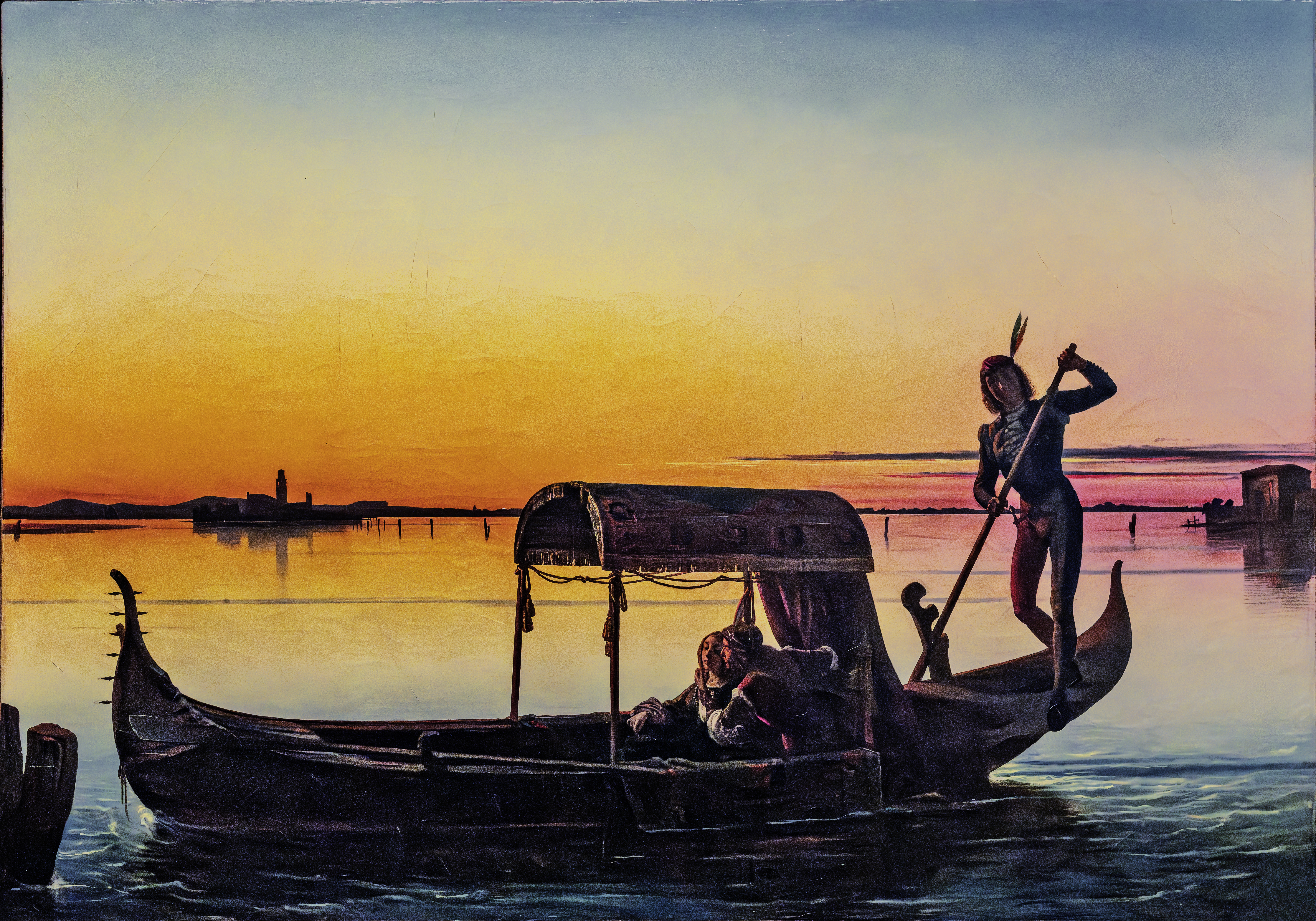
Gondole vénitienne - Musée Luigi Bailo Trévise